# Beryl (Vorname)
Beryl ist im englischsprachigen Raum ein weiblicher und (seltener) ein männlicher Vorname.

## Herkunft und Bedeutung
Beryl entspricht dem englischen Begriff für das Mineral und den Schmuckstein Beryll; letztlich entstammt das Wort dem Sanskrit (vaidurya). Als Vorname kommt Beryl seit dem 19. Jahrhundert vor.

## Bekannte Namensträger

### Weiblicher Vorname
- Beryl Bainbridge (1932–2010), britische Schriftstellerin
- Beryl Booker (1922–1978), US-amerikanische Jazzpianistin
- Beryl Bryden (1920–1998), englische Sängerin
- Beryl Burton (1937–1996), englische Radrennfahrerin
- Beryl Cook (1926–2008), britische Malerin
- Beryl Cunningham (1946–2020), jamaikanische Schauspielerin und Sängerin
- Beryl Davis (1924–2011), britisch-amerikanische Sängerin und Schauspielerin
- Beryl Grey (1927–2022), britische Primaballerina
- Beryl Korot (* 1945), US-amerikanische Malerin und Videokünstlerin
- Beryl Markham (1902–1986), britische Flugpionierin
- Beryl Marsden (* 1947), britische Pop-Sängerin
- Beryl Penrose (1930–2021), australische Tennisspielerin
- Beryl Reid (1919–1996), britische Schauspielerin
- Beryl Swain (1936–2007), britische Motorradrennfahrerin
- Beryl Wallace (1912–1948), US-amerikanische Schauspielerin, Sängerin und Tänzerin der frühen Tonfilmära
- Beryl de Zoete (1879–1962), englische Balletttänzerin, Orientalistin und Tanzkritikerin

### Männlicher Vorname
- Beryl Anthony, Jr. (1938–2025), US-amerikanischer Politiker
- Beryl Carroll (1860–1939), US-amerikanischer Politiker
- David Beryl Rasofsky (1909–1967), US-amerikanischer Boxer